# Пучиці
Пучиці (пол. Puczyce) — село в Польщі, у гміні Плятерув Лосицького повіту Мазовецького воєводства. Населення — 300 осіб (2011).

## Історія
За даними етнографічної експедиції 1869—1870 років під керівництвом Павла Чубинського, у селі переважно проживали греко-католики, які розмовляли українською мовою.
У 1975—1998 роках село належало до Білопідляського воєводства.

## Демографія
Демографічна структура станом на 31 березня 2011 року:
|          | Загалом | Допрацездатний вік | Працездатний вік | Постпрацездатний вік |
| -------- | ------- | ------------------ | ---------------- | -------------------- |
| Чоловіки | 157     | 29                 | 108              | 20                   |
| Жінки    | 143     | 28                 | 83               | 32                   |
| Разом    | 300     | 57                 | 191              | 52                   |